# Longeville
Longeville és un municipi francès situat al departament del Doubs i a la regió de Borgonya - Franc Comtat. L'any 2007 tenia 144 habitants.

## Demografia

### Població
El 2007 la població de fet de Longeville era de 144 persones. Hi havia 64 famílies de les quals 20 eren unipersonals (8 homes vivint sols i 12 dones vivint soles), 20 parelles sense fills, 20 parelles amb fills i 4 famílies monoparentals amb fills.
La població ha evolucionat segons el següent gràfic:
Habitants censats

### Habitatges
El 2007 hi havia 78 habitatges, 65 eren l'habitatge principal de la família, 8 eren segones residències i 5 estaven desocupats. 61 eren cases i 16 eren apartaments. Dels 65 habitatges principals, 53 estaven ocupats pels seus propietaris, 9 estaven llogats i ocupats pels llogaters i 3 estaven cedits a títol gratuït; 4 tenien dues cambres, 2 en tenien tres, 12 en tenien quatre i 47 en tenien cinc o més. 55 habitatges disposaven pel capbaix d'una plaça de pàrquing. A 30 habitatges hi havia un automòbil i a 26 n'hi havia dos o més.

### Piràmide de població
La piràmide de població per edats i sexe el 2009 era:
| Homes | Edats   | Dones |
| ----- | ------- | ----- |
| 0     | 95 o +  | 0     |
| 0     | 90 a 94 | 0     |
| 4     | 85 a 89 | 0     |
| 0     | 80 a 84 | 0     |
| 4     | 75 a 79 | 12    |
| 0     | 70 a 74 | 12    |
| 4     | 65 a 69 | 0     |
| 8     | 60 a 64 | 4     |
| 0     | 55 a 59 | 0     |
| 0     | 50 a 54 | 8     |
| 4     | 45 a 49 | 0     |
| 8     | 40 a 44 | 8     |
| 4     | 35 a 39 | 4     |
| 12    | 30 a 34 | 4     |
| 8     | 25 a 29 | 0     |
| 4     | 20 a 24 | 4     |
| 12    | 15 a 19 | 0     |
| 0     | 10 a 14 | 0     |
| 0     | 5 a 9   | 0     |
| 0     | 0 a 4   | 0     |

## Economia
El 2007 la població en edat de treballar era de 73 persones, 56 eren actives i 17 eren inactives. De les 56 persones actives 54 estaven ocupades (31 homes i 23 dones) i 2 estaven aturades (2 dones i 2 dones). De les 17 persones inactives 6 estaven jubilades, 3 estaven estudiant i 8 estaven classificades com a «altres inactius».

### Ingressos
El 2009 a Longeville hi havia 61 unitats fiscals que integraven 138 persones, la mediana anual d'ingressos fiscals per persona era de 17.784 €.

### Activitats econòmiques
Dels 5 establiments que hi havia el 2007, 1 era d'una empresa alimentària, 1 d'una empresa de construcció, 1 d'una empresa de transport, 1 d'una empresa d'hostatgeria i restauració i 1 d'una empresa de serveis.
Dels 2 establiments de servei als particulars que hi havia el 2009, 1 era una fusteria i 1 restaurant.
L'any 2000 a Longeville hi havia 10 explotacions agrícoles que ocupaven un total de 490 hectàrees.

## Poblacions més properes
El següent diagrama mostra les poblacions més properes.